# Malička
Malička is een plaats in de gemeente Topusko in de Kroatische provincie Sisak-Moslavina. De plaats telt 48 inwoners (2001).